# 御姊愛
徐豫（1982年7月5日—），筆名御姊愛，英文名Anita，臺灣作家，寫作領域涵蓋兩性、職場、跨國文化、女力、美學。現任《GQ雜誌》專欄作家。曾任《皇冠雜誌》、《台灣壹週刊》專欄作家，《商業周刊》、《姊妹淘》、TVBS網路專欄作家。

## 學歷
學程
- 美國麻省理工學院人工智慧與商業策略學程（遠距）
- 美國哥倫比亞大學商學院價值投資學程（遠距）
- 紐約蘇富比藝術學院藝術市場學程（面授）

學歷
- 國立政治大學新聞研究所博士班（肄業）
- 國立政治大學廣播電視研究所碩士班（畢業）
- 國立台灣藝術大學廣播電視研究所（畢業）
- 國立屏東女中（畢業）

## 著作
| 年度 | 書名                                               | 出版社   | 國際書碼               |
| ---- | -------------------------------------------------- | -------- | ---------------------- |
| 2014 | 《只是不想將就在一起》                             | 寫樂文化 | ISBN 978-986-902-806-6 |
| 2015 | 《對的人》                                         | 寫樂文化 | ISBN 978-986-912-843-8 |
| 2017 | 《單身生活，不是學會堅強就好》                     | 皇冠文化 | ISBN 978-986-956-250-8 |
| 2018 | 《你老闆在你背後，有點火》                         | 皇冠文化 | ISBN 978-986-970-466-3 |
| 2020 | 《在家工作：從職場裡自由，在生活中冒險的個人實踐》 | 寫樂文化 | ISBN 978-986-989-962-8 |

## 外部連結
- 御姊愛的Facebook專頁
- 御姊愛的Instagram帳戶